# Alqas Mirza
Alqas Mirza (persisch القاس میرزا‎; * 15. März 1516 in Karabach; † 9. April 1550 in der Festung Qahqaha bei Täbris) war ein safawidischer Prinz (Mirza) und Konkurrent seines Halbbruders Tahmasp I. Alqas Mirza war der zweite Sohn des ersten Safawidenschahs Ismail I. Seine erste militärische Erfahrung hatte er schon im Alter von zwölf Jahren 1528 bei der siegreichen Schlacht von Dscham gegen die Usbeken gemacht. Unmittelbar nach dem Tode Ismails 1524 übernahmen die Kizilbasch die Kontrolle im Staat, innerhalb der verschiedenen turkomanischen Stämme brachen Rivalitäten aus. Alqas Mirza unterstützte seinen Bruder und Thronnachfolger Tahmasp I. im folgenden Bürgerkrieg, der 1533 mit der Hinrichtung des Kizilbaschs Husayn Chans beendet wurde. 1532/33 wurde Mirza zum Statthalter von Astarabad am Kaspischen Meer ernannt, stand aber wegen seines jungen Alters noch unter der Vormundschaft von Badr Chan Ostadschlu. Später führte Alqas Mirza 1534/35 eine Streitmacht gegen die Osmanen, die die Unruhen ausgenutzt hatten und im safawidischen Aserbaidschan und Irak eingefallen waren. Wenige Jahre später wurde Alqas Mirza mit Badr Chan Ostadschlu in den Kaukasus gegen die aufständischen Schirwanschahs, die nur kurz vorher von Ismail unterworfen worden waren, geschickt und Ende 1538 selbst zum Gouverneur von Schirwan ernannt.

## Rebellion
Die Gründe für Alqas Mirzas Aufstand 1546 sind nicht klar. Die verschiedenen Erklärungen gehen in die Richtung, dass Alqas Mirza einen gewissen Begogli Ostadschlu tötete, der die Erlaubnis des Schahs hatte, Alqas Mirzas verwitwete Mutter zu heiraten, oder dass er von Anhängern des Gazi Khan Takalu gedrängt wurden, nachdem Takalu durch den Schah hingerichtet worden war. Nichtsdestotrotz sendete Alqas Mirza seine Familie im Mai/Juni 1546 an den Königshof, um Gnade zu erbitten und um seine Loyalität zu zeigen. Tahmasp sandte eine Delegation, die von Alqas Mirza Gehorsam und Unterstützung für einen Kriegszug gegen Georgien verlangten. Doch Alqas Mirza wurde im georgischen Kriegszug von den Tscherkessen geschlagen und wurde mit dem Kommando über Derbent beauftragt. Hier begehrte Alqas Mirza offen gegen seinen Bruder auf, indem er in seinem eigenen Namen Münzen prägte und in der Chutba seinen Namen verlesen ließ. Tahmasp brach seinen Krieg ab und zog gegen Derbent, das er im Frühling 1547 einnahm. Alqas Mirza war schon vorher aber ohne seine Familie und mit nur wenigen Gefolgsleuten Richtung Krim geflohen.
Von der Krim, die ein osmanischer Vasall war, ging Alqas Mirza nach Istanbul, um sich mit Sultan Süleyman I. zu treffen. Alqas Mirza bat um Hilfe, um den iranischen Thron zu erobern und versicherte, dass er im Iran genügend Rückhalt habe. Er stellte sogar einen Wechsel seiner Konfession weg vom iranischen Schiitentum hin zum Sunnitentum in Aussicht. Die Osmanen hätten dann einen Verbündeten auf dem iranischen Thron.

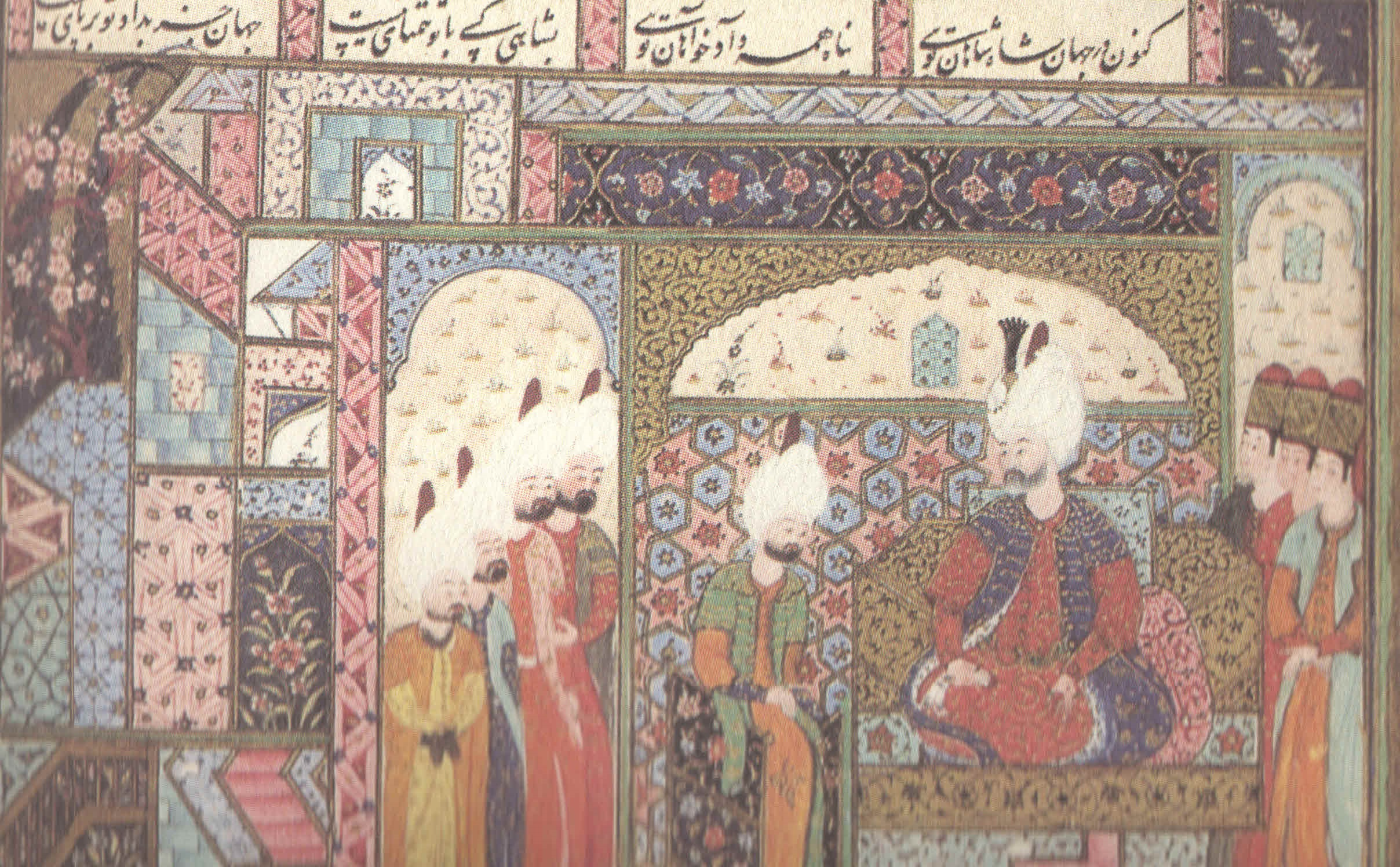
Alqas Mirza während einer Audienz bei Sultan Süleyman. Miniatur aus dem Werk Süleymanname.

Der Sultan ließ schnell eine Streitmacht für eine Kampagne zusammenstellen und schickte Alqas Mirza mit ihr nach Erzurum in den Osten. Der Sultan traf ihn mit seiner Armee in Choi und gemeinsam besetzten sie am 27. Juli 1548 die iranische Hauptstadt Täbris. Tahmaps hatte diese aber vorher verwüstet und verlassen. Auch erhielt Alqas Mirza nicht die angekündigte breite Unterstützung, was die Osmanen an seiner Ehrlichkeit zweifeln ließ. Schon vier Tage später zogen sich die Osmanen wegen schlechter Versorgung und wegen des Wetters nach Van zurück. Vor dem Sultan kam es zu einem Streit zwischen Alqas Mirza und dem osmanischen Großwesir Rüstem Pascha über den schlechten Ausgang des Feldzuges. Alqas Mirza erhielt Verpflegung und 600 Mann, um eigenständig Operationen auf iranischem Boden durchzuführen. Anfang Oktober 1548 überquerte Alqas Mirza bei Qasr-e Schirin die Grenze. Nach Hamadan griff er Ghom und Kaschan an und plünderte sie, konnte aber vor Isfahan nichts ausrichten. Vor den königlichen Truppen wich Alqas Mirza über Fars in den Süden nach Chuzestan aus. Unter großem Druck und nach erfolglosen Aktionen musste Alqas Mirza am 19. Januar 1549 über Dezful ins Osmanische Reich zurückweichen.
In Mandali ging Alqas Mirza seine Optionen durch und schickte einen Unterhändler mit erbeuteten königlichen Schätzen zu Tahmasp, um wieder seine alte Position in Schirwan zu erlangen. In der Zwischenzeit unternahm er Pilgerfahrten an heilige schiitische Stätten in al-Kazimiyya, Nadschaf und Kerbela, was ihn in den Augen der Osmanen weiter diskreditierte. Ohne feste Bleibe versuchte er, bei den kurdischen Herren von Schahrazor unterzukommen, was ihm durch Biga Ardalan verweigert wurde. Währenddessen brach Tahmasp zu Verhandlungen von Qazvin Richtung Schahrazor auf. Alqas Mirza ließ daraufhin seinen Neffen Badi-al-zaman Mirza frei. Sultan Süleyman brach auf Drängen von Rüstem Pascha nun endgültig mit Alqas Mirza und sandte nun selbst Truppen nach Schahrazor. Alqas Mirza floh im September vor den Osmanen nach Marivan. Umzingelt von den Truppen seines Bruders ergab sich Alqas Mirza mit 21 anderen Personen am 1. Oktober 1549.
In dem Wissen, dass Alqas Mirza nie wirklich treu sein würde, ließ ihn Tahmaps in der Festung Qahqaha bei Täbris einsperren. Sechs Monate später am 9. April 1550 wurde er durch mehrere Männer aus Rache von der Festungsmauer geworfen und so getötet.

## Alqas Mirza im Osmanischen Reich
Während seines Aufenthaltes in Istanbul erlebte die osmanische Miniaturmalerei durch ihn einen Schub. In seinem Gefolge hatte der Prinz den Buchillustrator und Bibliothekar Aflatun Schirwani und wertvolle Manuskripte, deren iranischer Stil dem der zeitgenössischen osmanischen überlegen war. Fetullah Arif Çelebi fertigte mit Hilfe Schirwanis ein fünfbändiges Werk über die osmanischen Sultane ganz im Stile der iranischen Schāhnāme an. 1558 wurde das fertige Werk Şahname-ı Ali-i Osman dem Sultan vorgelegt. Alqas Mirza schickte von seiner Beute im Iran einige illustrierte Bücher nach Istanbul.